# Anastoechus araxis
Anastoechus araxis är en tvåvingeart som beskrevs av Paramonov 1926. Anastoechus araxis ingår i släktet Anastoechus och familjen svävflugor. Inga underarter finns listade i Catalogue of Life.